# Споменик у Бољевцима палим жртвама народноослободилачког рата
Споменик у Бољевцима палим жртвама народноослободилачког рата посвећен је палим жртвама Народноослободилачке борбе и фашистичког терора, а налази се на територији града Београда, у месту Бољевци, у градској општини Сурчин, у самом центру места.